# Alfons Mucha
Alfons Maria Mucha (cehă: [ˈalfons ˈmuxa] ⓘ; n. 24 iulie 1860, Moravia, Imperiul Austriac – d. 14 iulie 1939, Praga, Cehoslovacia), cunoscut în limbile engleză și franceză ca Alphonse Mucha, a fost artist vizual, pictor și artist decorator ceh, care a excelat în stilul Art Nouveau, bine cunoscut pentru stilul său unic. El a realizat mai multe picturi, ilustrații, afișe publicitare, cărți poștale, desene și modele.

## Primii ani
Alphonse Maria Mucha s-a născut în orașul Ivancice din Moravia (în prezent, o regiune a Republicii Cehe). În 1871 a devenit cântăreț în corul Catedralei Sf. Petru din Brno, unde își efectua educația școlară secundară. Acolo a avut prima revelație în fața frumuseței artei baroce. Pe parcursul celor patru ani de studii acolo, el a închegat o prietenie strânsă cu Leoš Janáček, care va deveni cel mai mare compozitor ceh al generației sale. Deși talentul muzical i-ar fi permis să-și continue studiile la școlile înalte din capitala moravă Brno, desenul a fost principalul său hobby încă din copilărie. El a realizat picturi decorative în Moravia, în principal decoruri de teatru. În 1879 s-a mutat la Viena pentru a lucra la o mare companie vieneză ce realiza decoruri de teatru, timp în care și-a continuat educația artistică la nivel informal. Atunci când un incendiu a distrus afacerea angajatorului său în 1881, el s-a întors în Moravia și a lucrat în mod independent ca pictor de portrete și de obiecte decorative. Contele Karl Khuen din Mikulov l-a angajat pe Mucha pentru a decora Castelul Hrušovany Emmahof cu picturi murale și a fost atât de impresionat încât a fost de acord să sponsorizeze instruirea formală a lui Mucha la Academia de Arte Frumoase din München.

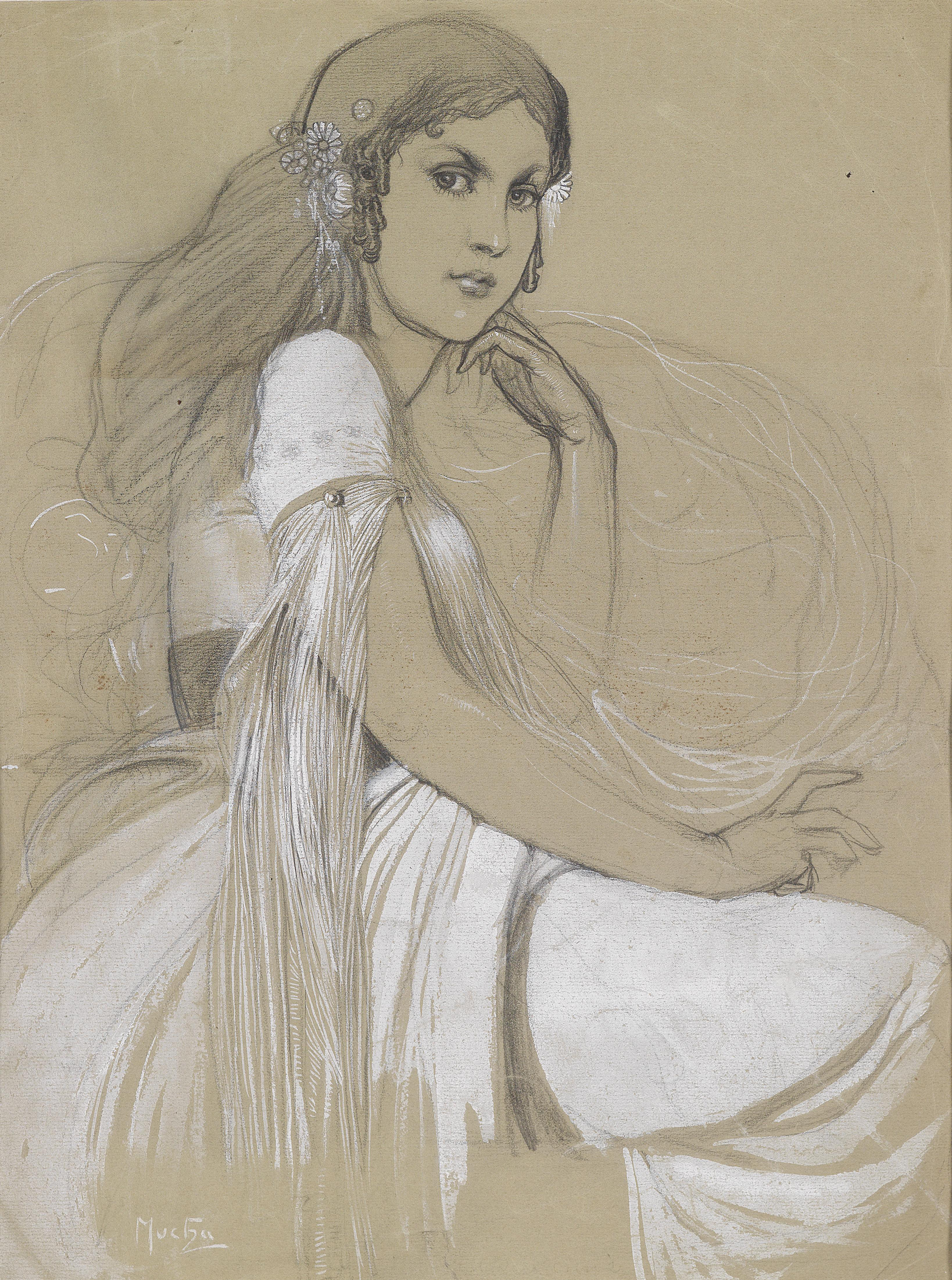
Fiica artistului, Jaroslava, 1920

Mucha s-a mutat la Paris în 1887, unde și-a continuat studiile la Academia Julian și la Académie Colarossi. În afară de studii, el a lucrat la realizarea de ilustrații pentru reviste și afișe publicitare. În preajma Crăciunului anului 1894, Mucha a intrat întâmplător într-o imprimerie unde a aflat că s-a ivit necesitatea bruscă și neașteptată de realizare a unui nou afiș publicitar pentru o piesă cu Sarah Bernhardt, cea mai cunoscută actriță din Paris, la Théâtre de la Renaissance de pe Bulevardul Saint-Martin. Mucha s-a oferit voluntar pentru a produce un afiș litografiat în termen de două săptămâni, iar la 1 ianuarie 1895 afișul publicitar pentru piesa Gismonda de Victorien Sardou a fost postat în oraș, unde a atras multă atenție.

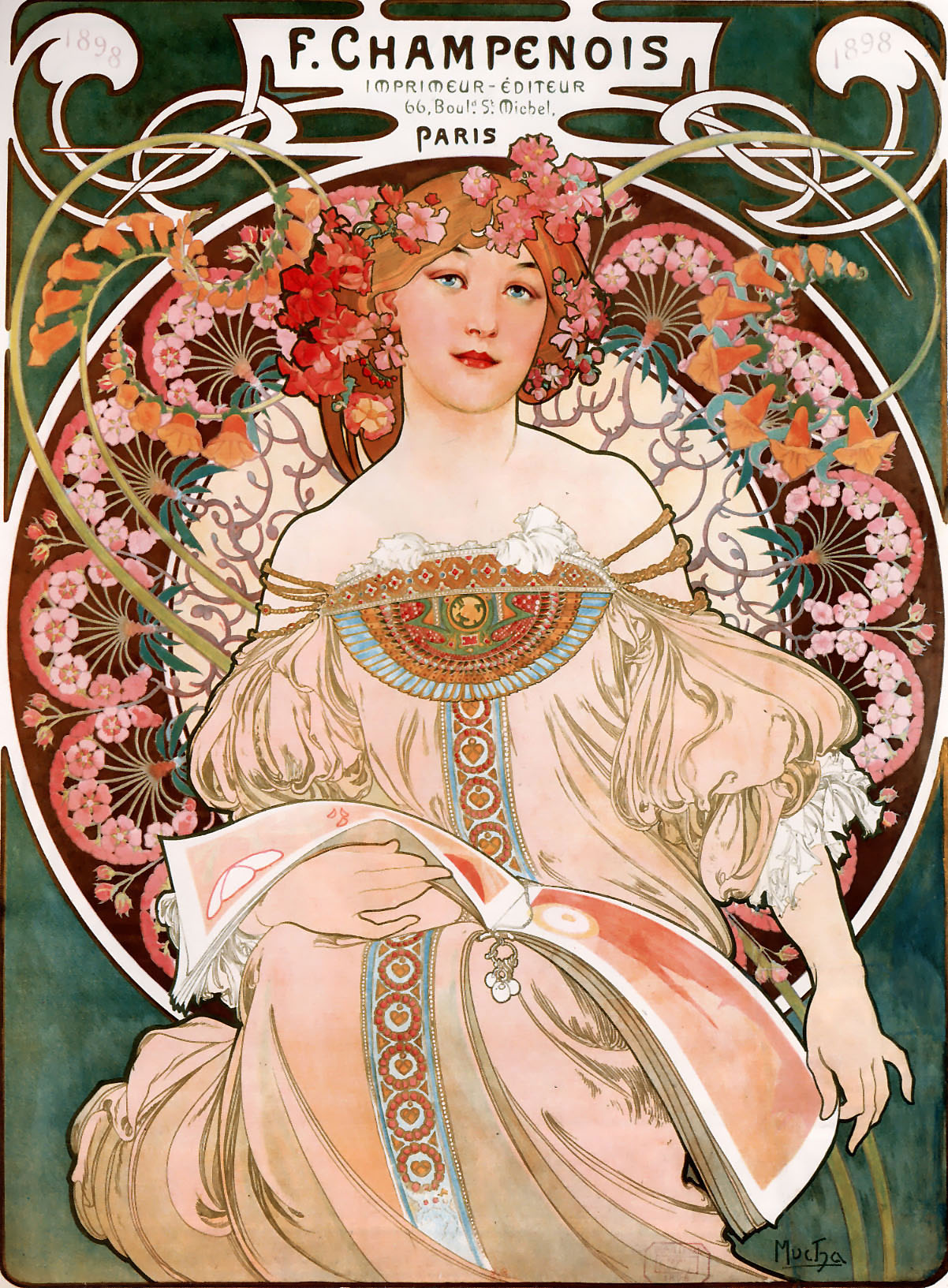
F. Champenois Imprimeur-Éditeur, litografie, 1897

Bernhardt a fost atât de mulțumită de succesul acestui prim poster că a încheiat un contract pe șase ani cu Mucha.
Mucha a produs un număr mare de picturi, postere, afișe publicitare și ilustrații de carte, precum și modele pentru bijuterii, covoare, tapet și decoruri de teatru în ceea ce a fost numit inițial stilul Mucha, dar a devenit cunoscut sub numele de Art Nouveau (expresie franceză pentru „artă nouă”). Lucrările artistice ale lui Mucha prezintă frecvent femei tinere și frumoase, cu costumații vaporoase într-un vag stil Neoclasic, înconjurate de multe ori de flori luxuriante care uneori formează halouri în spatele capului lor.
În contrast cu contemporane poster de decizie a folosit culori pastelate.
Stilul lui Mucha a dobândit o celebritate internațională cu prilejul Expoziției Universale de la Paris din 1900, despre care Mucha a spus: „cred că [Expoziția Universală] a avut unele contribuții spre a aduce valorile estetice în arte și meșteșuguri”. El a decorat pavilionul Bosniei și Herțegovinei și a colaborat la decorarea pavilionului austriac. Stilul său Art Nouveau a fost de multe ori imitat. Mucha a încercat să se distanțeze de acest stil de-a lungul vieții sale; el a insistat întotdeauna că, mai mult decât menținerea unei forme stilistice la modă, picturile sale au fost în întregime un produs al său și al artei cehe. El a declarat că arta există doar pentru a comunica un mesaj spiritual și nimic mai mult; de aici provine frustrarea lui față de faima pe care și-a câștigat-o prin arta sa comercială, deoarece el voia să se concentreze pe mai multe proiecte artistice.

## Căsătorie

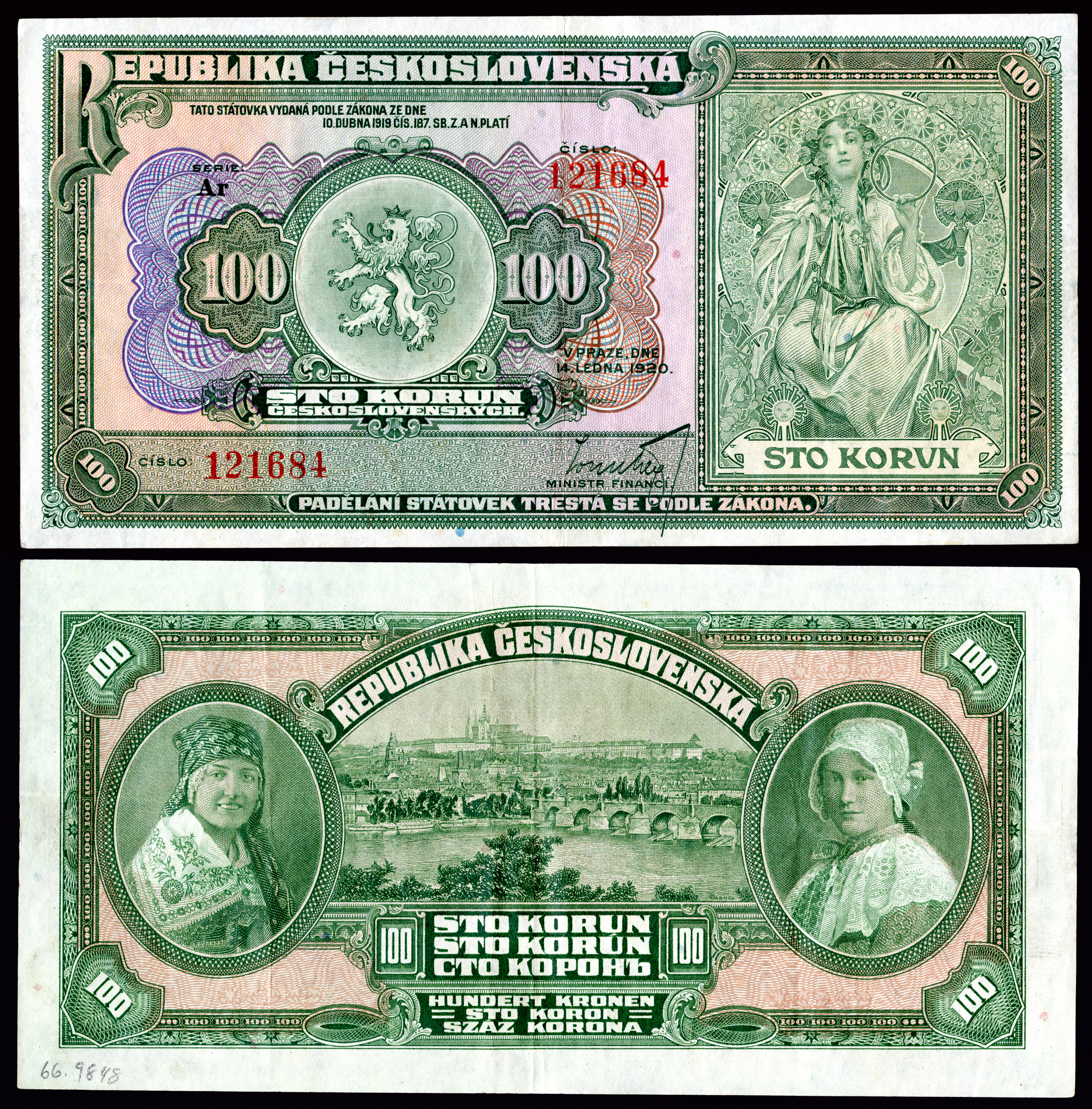
Lucrare artistică a lui Mucha pe o bancnotă de 100 de coroane cehoslovace.

Mucha s-a căsătorit cu Maruška (Marie/Maria) Chytilová în 10 iunie 1906, la Praga. Cuplul a vizitat SUA din 1906 până în 1910, timp în care fiica lor, Jaroslava, s-a născut la New York. De asemenea, ei au avut un fiu, Jiří, (născut la 12 martie 1915 în Praga; a murit la 5 aprilie 1991, în Praga), care a devenit mai târziu jurnalist, scriitor, scenarist, autor de romane autobiografice și de studii ale operei tatălui său. Mucha s-a așteptat să câștige bani în SUA pentru a finanța proiectele sale naționaliste care să demonstreze cehilor că el nu s-a „vândut”. El a fost asistat de către milionarul Charles R. Crane, care și-a folosit averea pentru a contribui la promovarea revoluțiilor și, după întâlnirea cu Thomas Masaryk, a naționalismului slav. Alphonse și familia sa s-au întors în Cehoslovacia și s-a stabilit în Praga, unde el a decorat clădirea teatrului și și-a folosit timpul și talentul pentru a realiza picturi murale în biroul primarului din Casa Municipala și în alte locuri din oraș și din afara sa. Atunci când Cehoslovacia și-a câștigat independența după Primul Război Mondial, Mucha a proiectat noile timbre poștale și bancnote, precum și alte documente guvernamentale pentru noul stat.

## Le Pater
Mucha a considerat că publicația Le Pater a fost capodopera sa imprimată și s-a referit la ea în ediția din 5 ianuarie 1900 a ziarului New York Sun, afirmând că și-a „pus [lui] sufletul în ea”. Imprimat la 20 decembrie 1899, Le Pater a fost examinarea ocultă de către Mucha a temelor din Rugăciunea către Domnul și doar 510 exemplare au fost realizate.

## Epopeea slavă

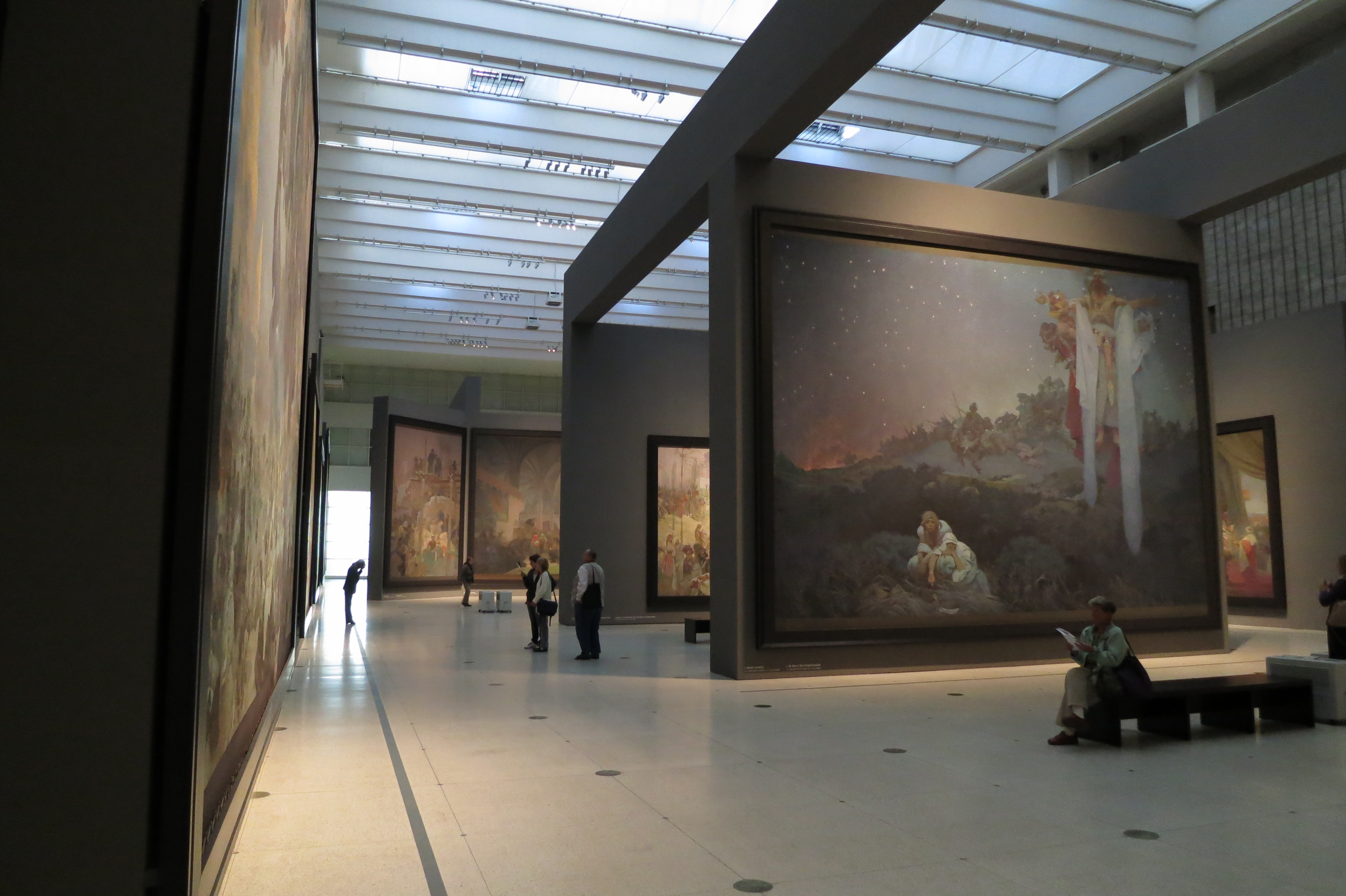
Epopeea slavă a lui Mucha

Mucha a petrecut mulți ani lucrând la ceea ce el a considerat ca fiind capodopera artistică a vieții sale, Epopeea slavă (Slovanská epopej), o serie de douăzeci de tablouri imense ce ilustrau istoria poporului ceh și a slavilor, în general, pe care a dăruit-o orașului Praga în 1928. El a vrut să realizeze o astfel de serie, o celebrare a istoriei slave, încă de când era tânăr. Începând din 1963 și până în 2012, seria a fost expusă în castelul Moravský Krumlov din regiunea Moravia de Sud. Începând din 2012 ea este expusă în Galeria Națională organizată în Palatul Veletržní din Praga.

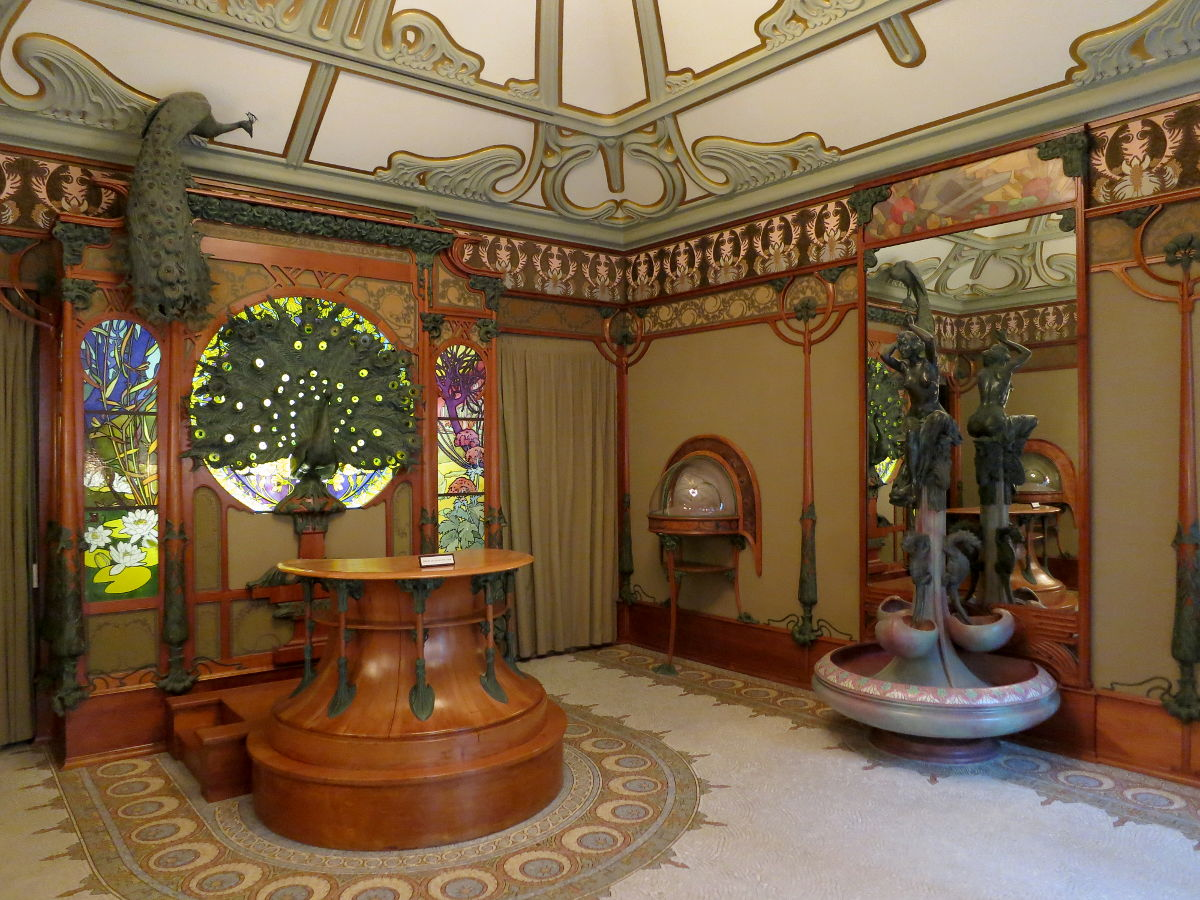
Decorațiunile interioare ale lui Mucha în magazinul de bijuterii Georges Fouquet de pe rue Royale din Paris

## Moartea
Valul în creștere al fascismului de la sfârșitul anilor 1930 a făcut ca lucrările lui Mucha și naționalismul său slav să fie denunțate în presă ca „reacționare”. Când Armata Germană a intrat în Cehoslovacia în primăvara anului 1939, Mucha s-a aflat printre primele persoane ce au fost arestate de către Gestapo. Artistul îmbătrânit s-a îmbolnăvit de pneumonie în timpul interogatoriului său. Deși a fost eliberat în cele din urmă, sănătatea sa a fost deteriorată în urma acestei anchete. A murit la Praga la 14 iulie 1939, ca urmare a unei infecții pulmonare, și a fost înmormântat în cimitirul Vyšehrad.

## Moștenire
Deși se bucură azi de o mare popularitate, stilul lui Mucha a fost considerat depășit la momentul în care a murit. Fiul său, Jiří Mucha, și-a dedicat o mare parte a vieții pentru a scrie cărți despre tatăl său pentru a atrage atenția asupra operei sale artistice. În propria lui țară, noile autorități nu au fost însă interesate de opera artistică a lui Mucha. Epopeea slavă a fost rulată și depozitată timp de douăzeci și cinci de ani înainte de a fi expusă la Moravský Krumlov, iar un muzeu Mucha a fost deschis la Praga, fiind administrat de nepotul său, John Mucha.
Activitatea lui Mucha a continuat să producă treziri periodice a interesului unor ilustratori și artiști. Interesul față de stilul distinct al lui Mucha a cunoscut o puternică revigorare în timpul anilor 1960 (cu un interes general în Art Nouveau) și este evidentă în mod deosebit în posterele psihedelice ale Hapshash and the Coloured Coat, numele colectiv al artiștilor britanici, Michael English and Nigel Waymouth, și Bob Masse.
Activitatea lui Mucha l-a influențat mult pe pictorul stuckist Paul Harvey.
Trupa Soilent Green a folosit o pictură a lui Mucha pentru coperta albumului Sewn Mouth Secrets.
Unul dintre picturile lui Mucha, Quo Vadis sau alternativ Petronius și Eunice, a făcut obiectul unui litigiu în 1986. Sentința judecătorului detaliază o mare parte a vieții și activității lui Mucha.
Printre multe alte realizări, Mucha a fost, de asemenea, cel care a reînviat Francmasoneria Cehă.
Una dintre cele mai mari colecții de lucrări ale lui Mucha se află în posesia fostului jucător profesionist de tenis (ce a fost nr. 1 pe plan mondial) Ivan Lendl, care a început colecționarea lucrările sale după întâlnirea cu Jiří Mucha în 1982. Colecția sa a fost expus public pentru prima dată în 2013, la Praga.

## Galerie

Artă decorativă
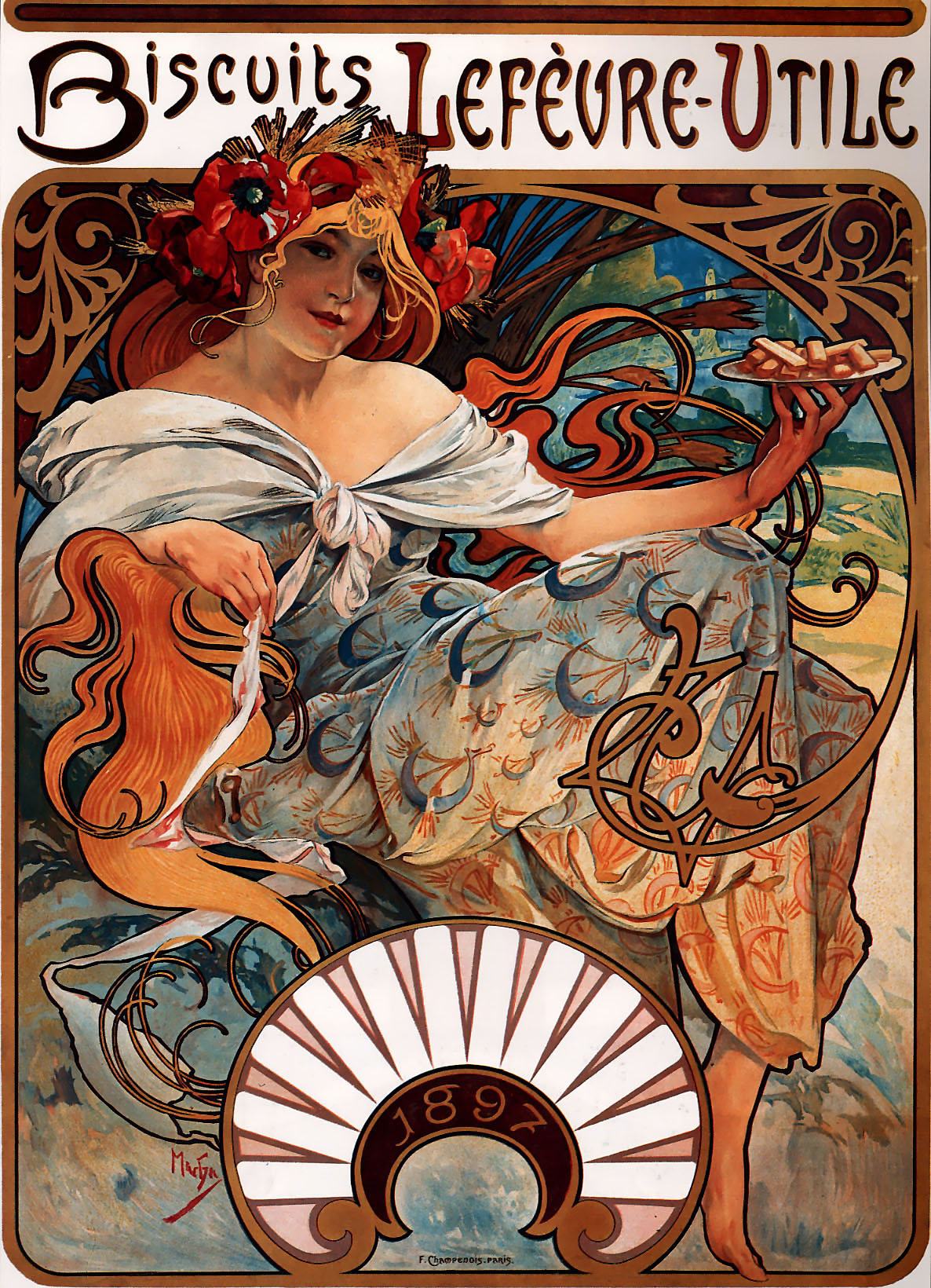
Biscuits LeFèvre-Utile
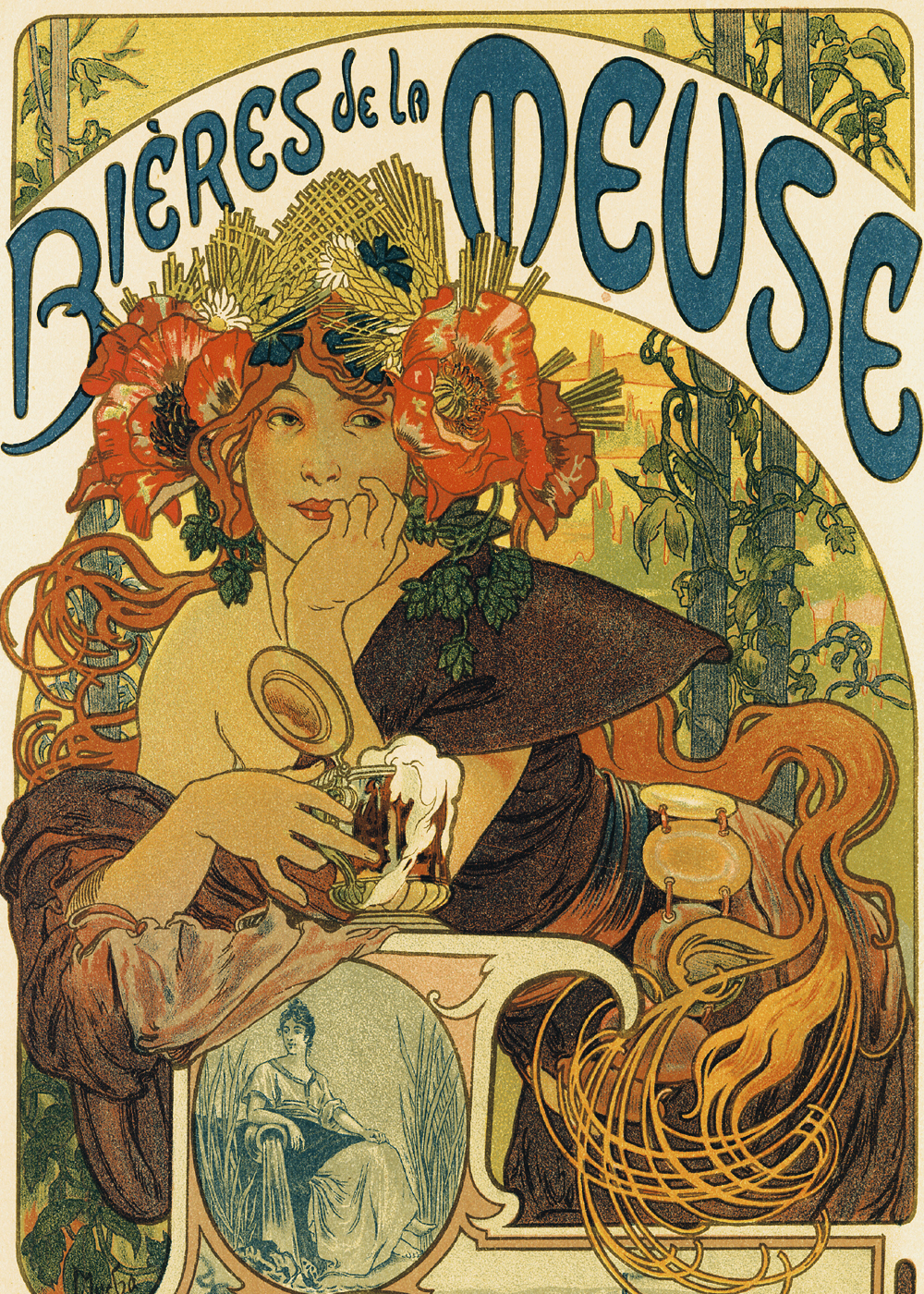
Bières de la Meuse
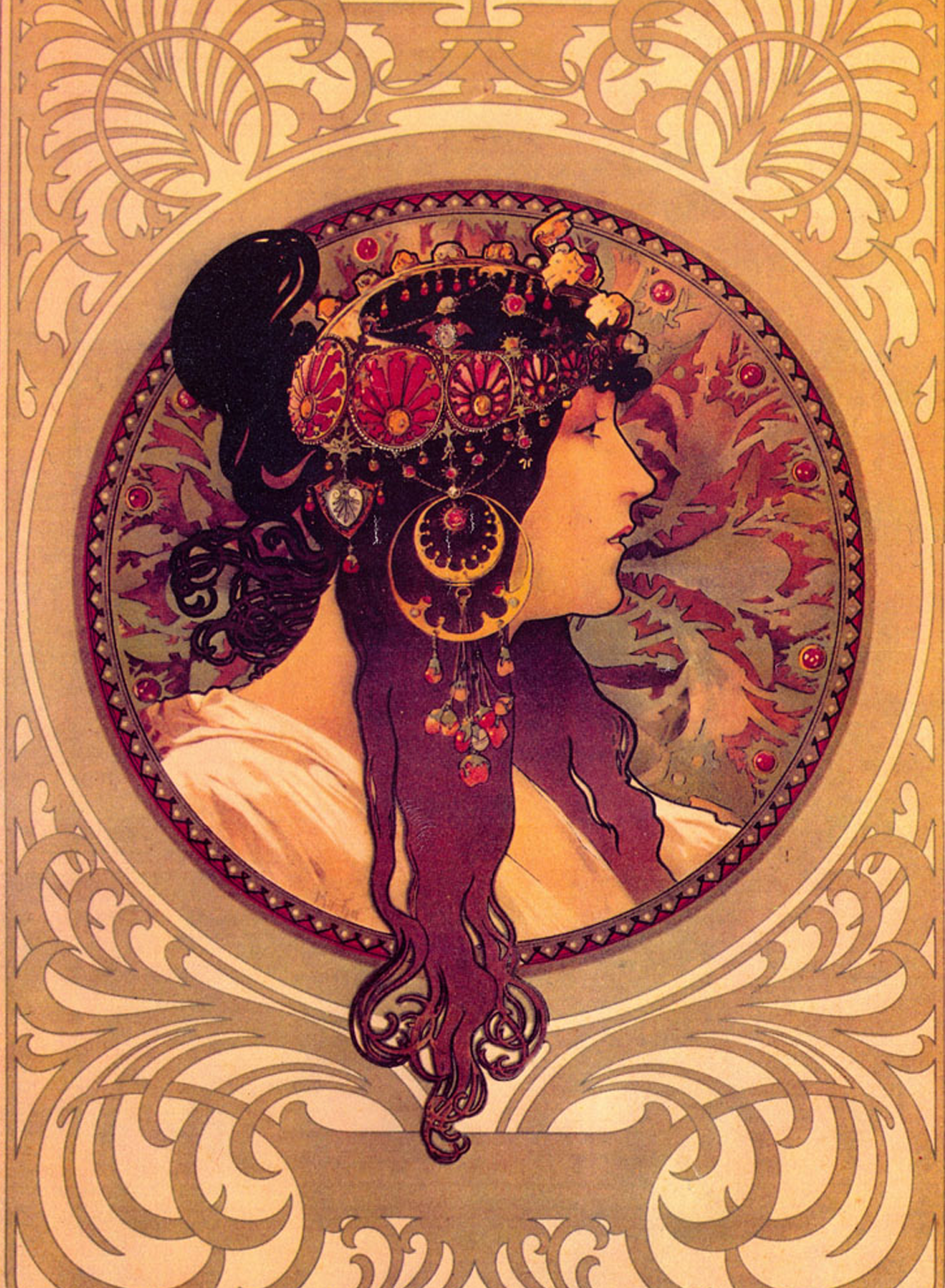
Cap bizantin: Brunetă
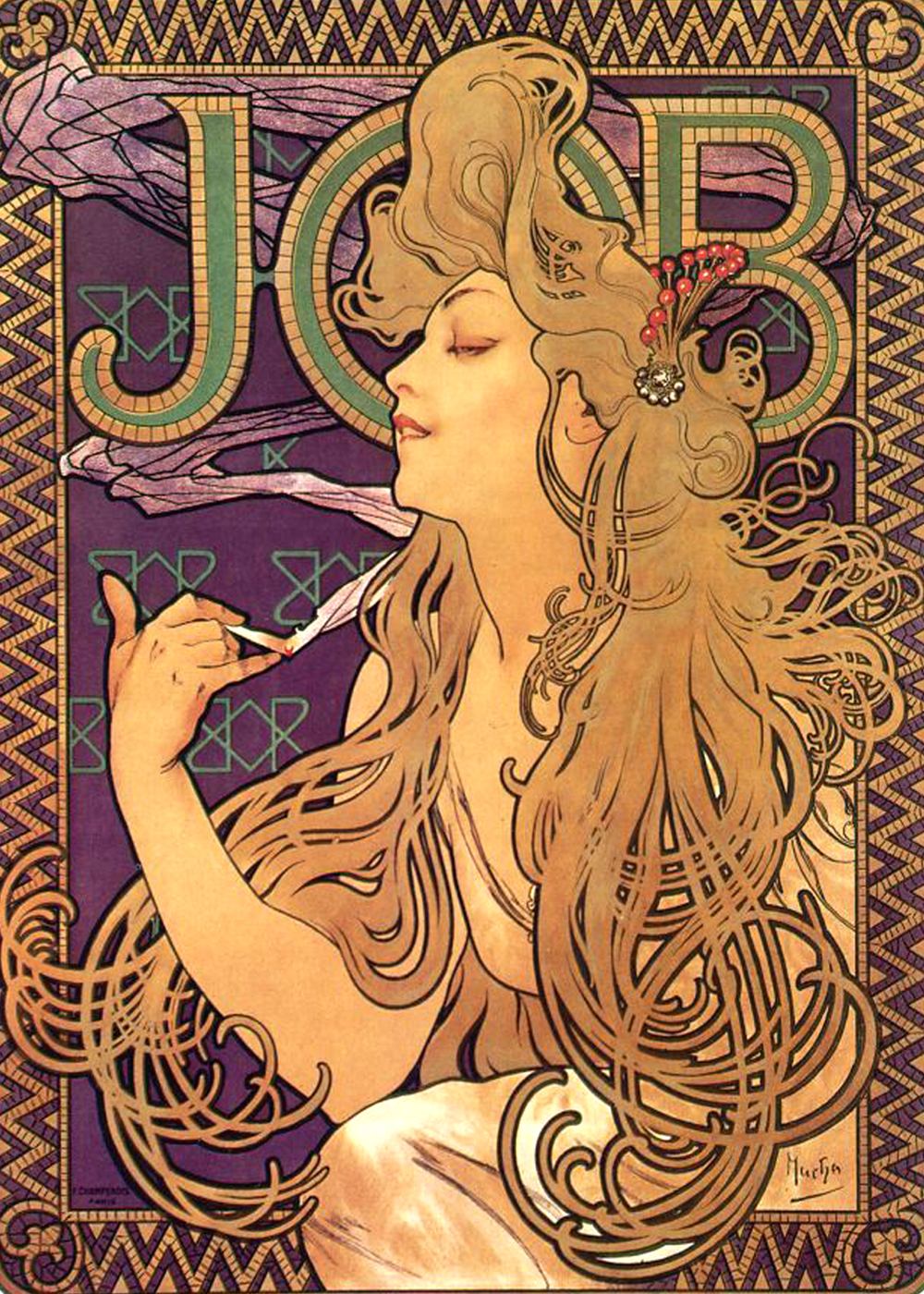
Fumătoare de țigarete
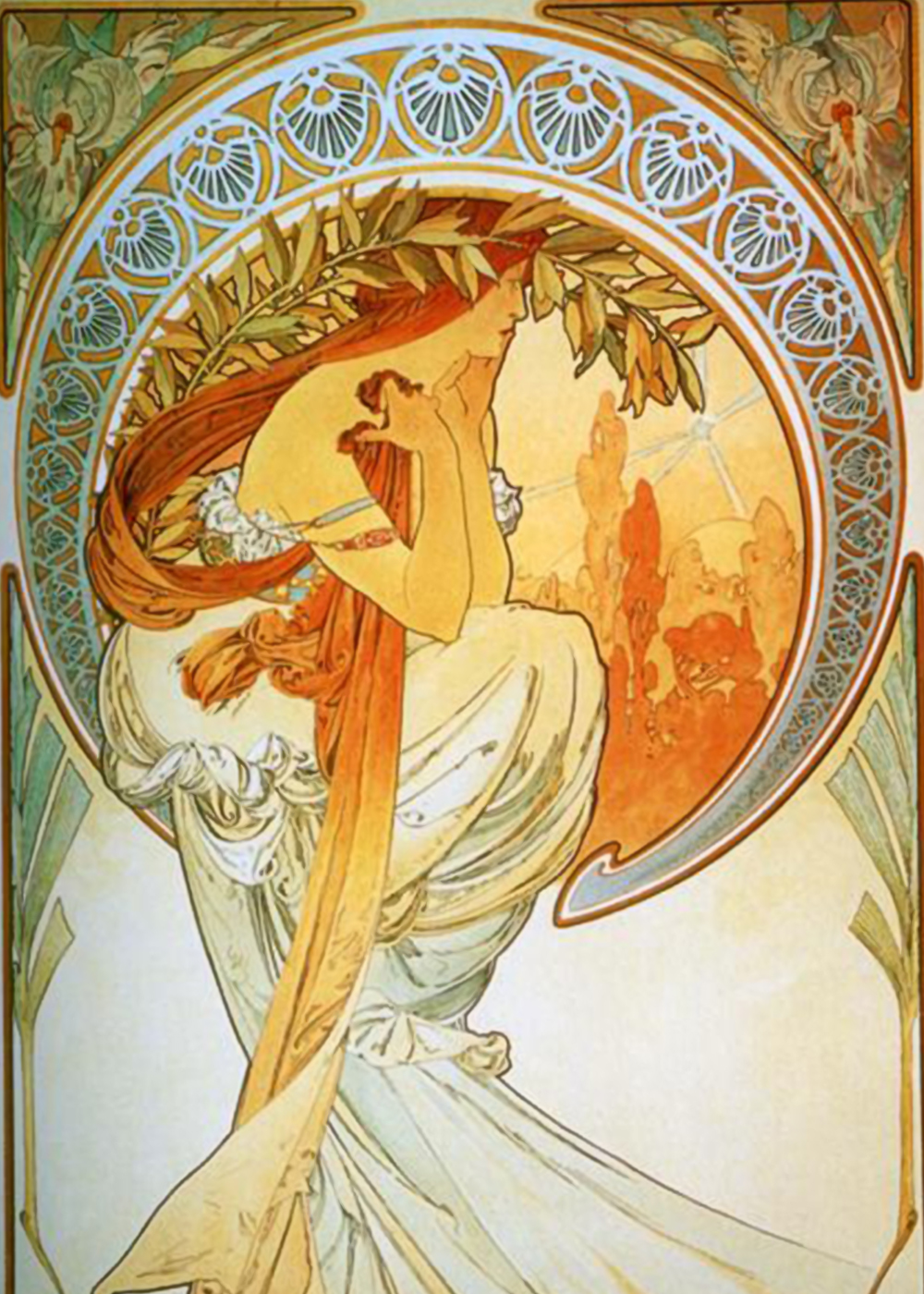
Poezia
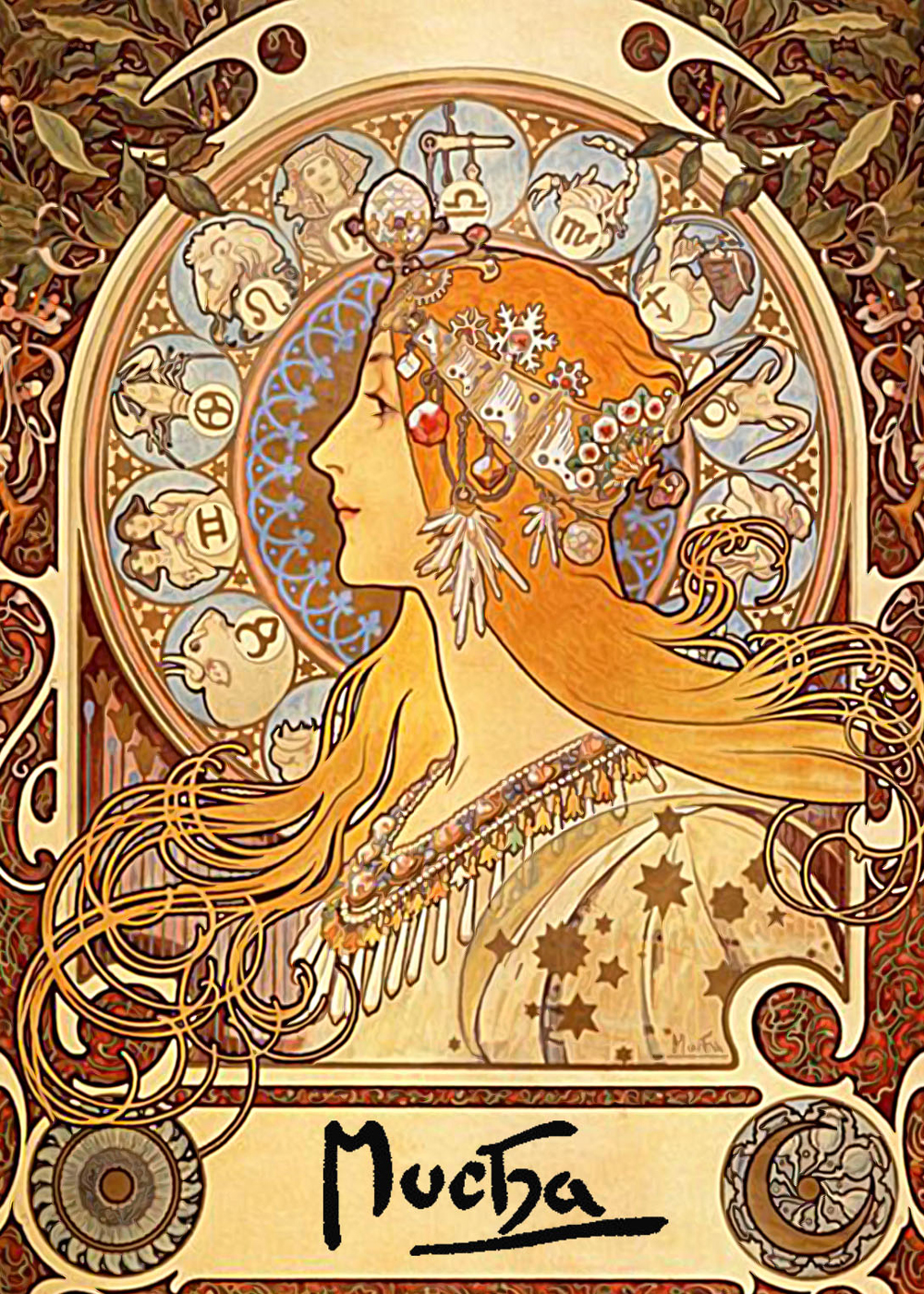
Zodiac
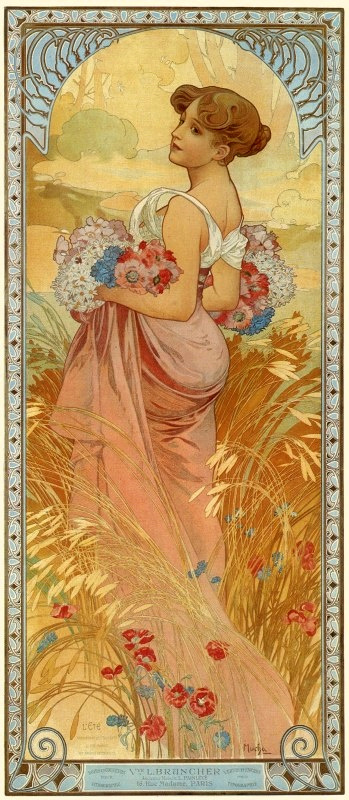
Vară
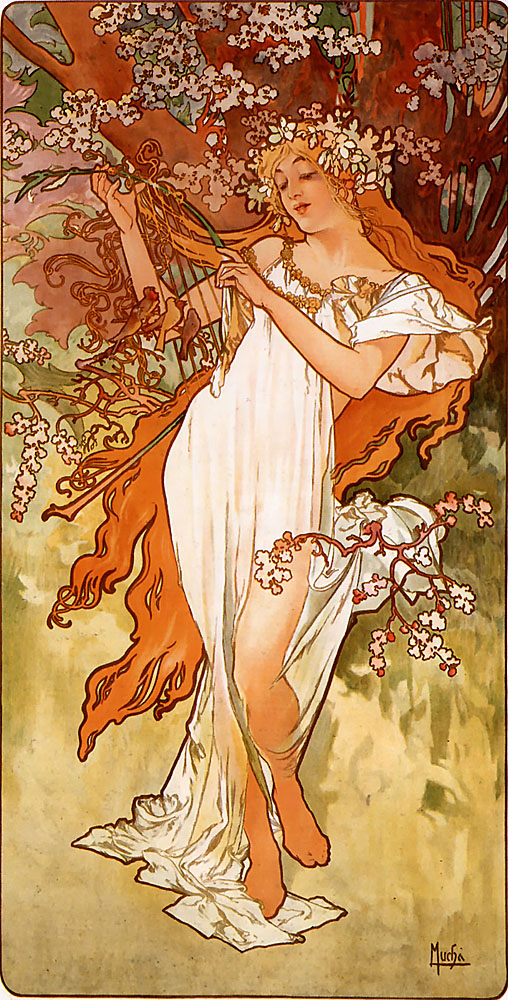
Primăvară, 1896
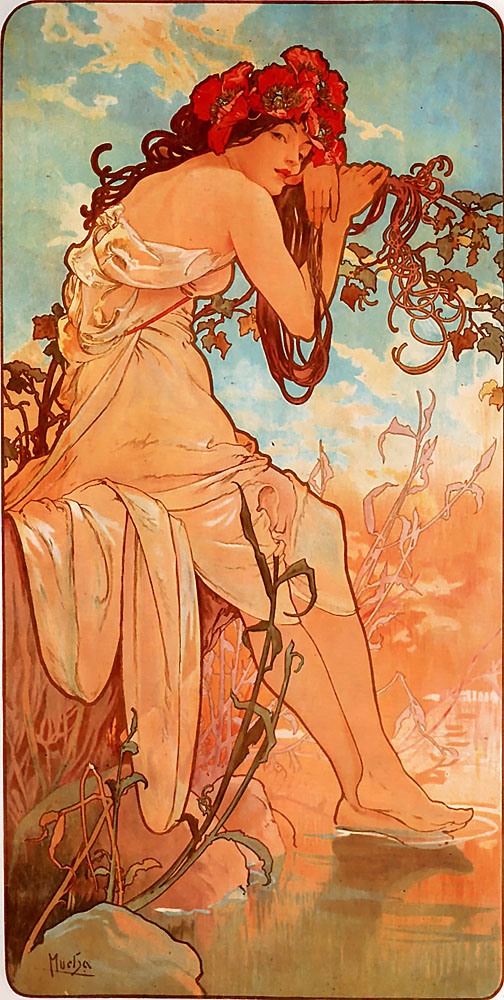
Vară, 1896
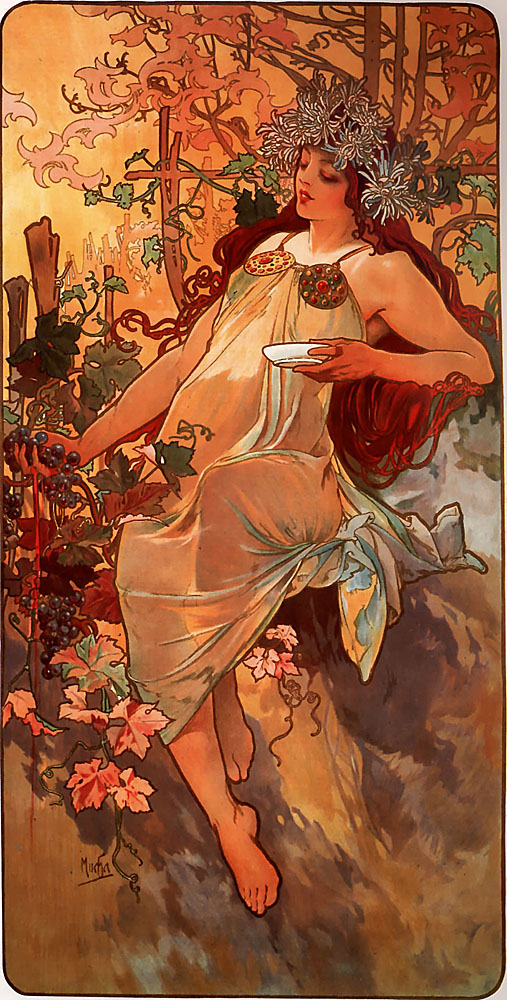
Toamnă, 1896
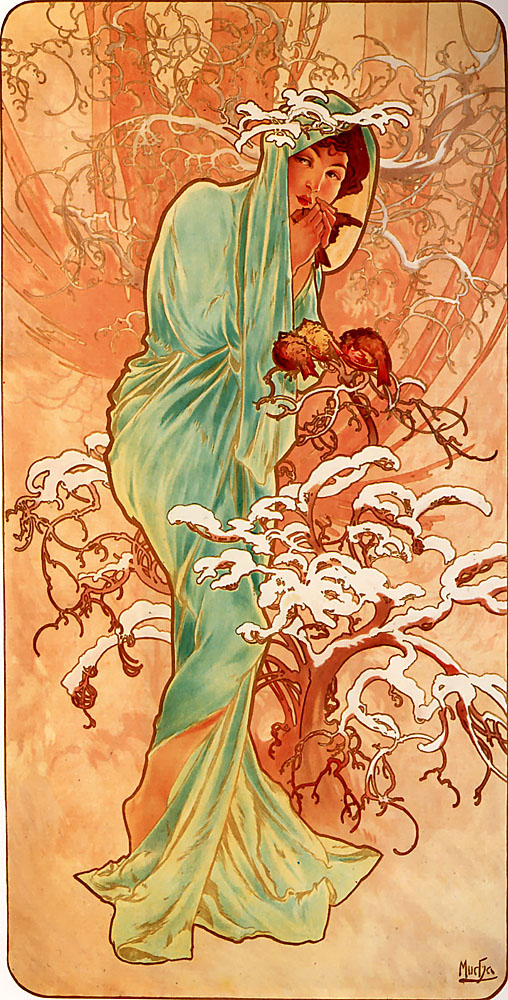
Iarnă, 1896
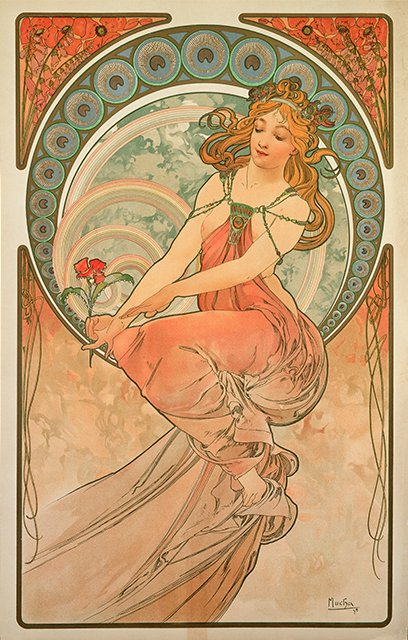
Artele, Pictura
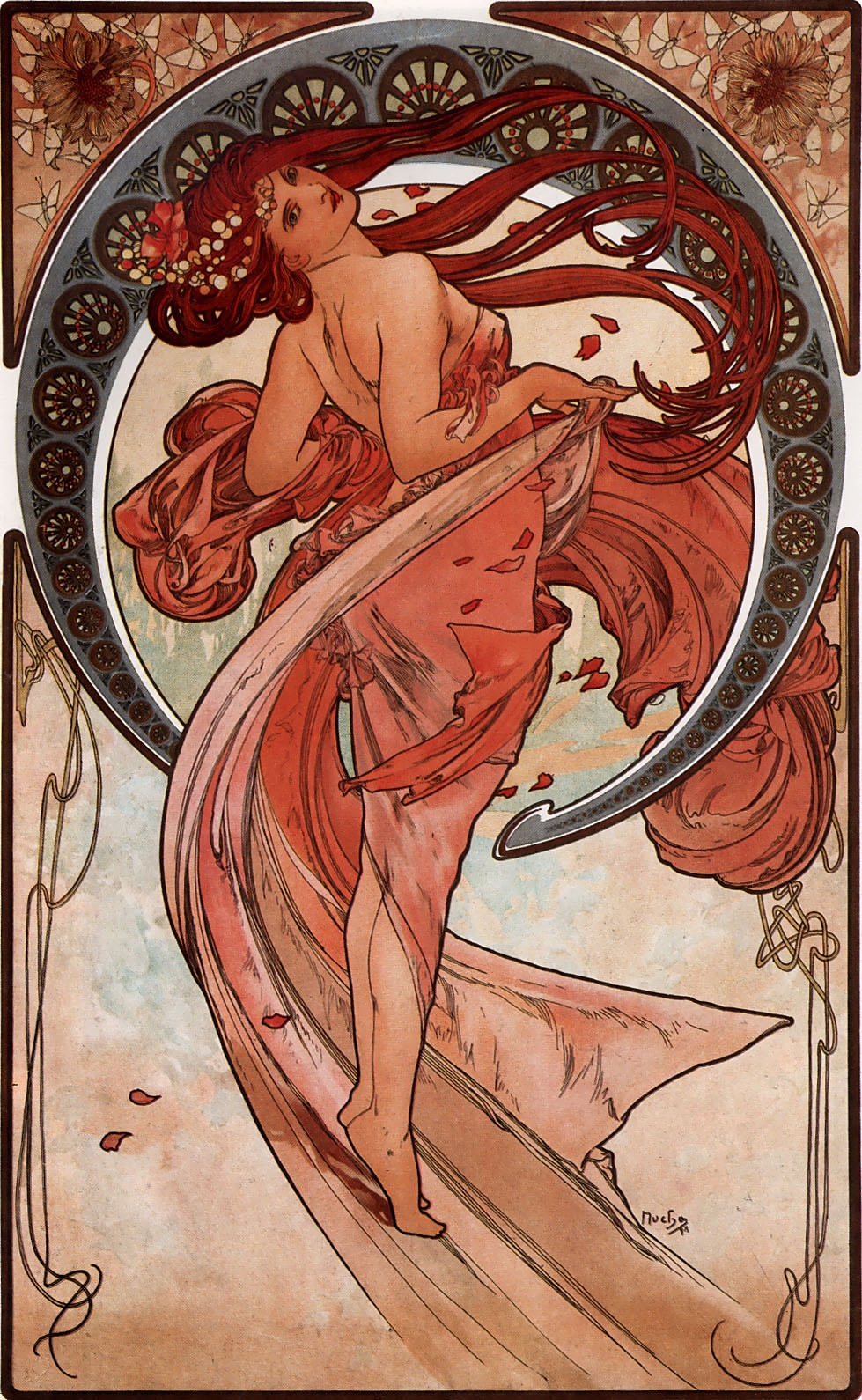
Artele, Dansul, 1898
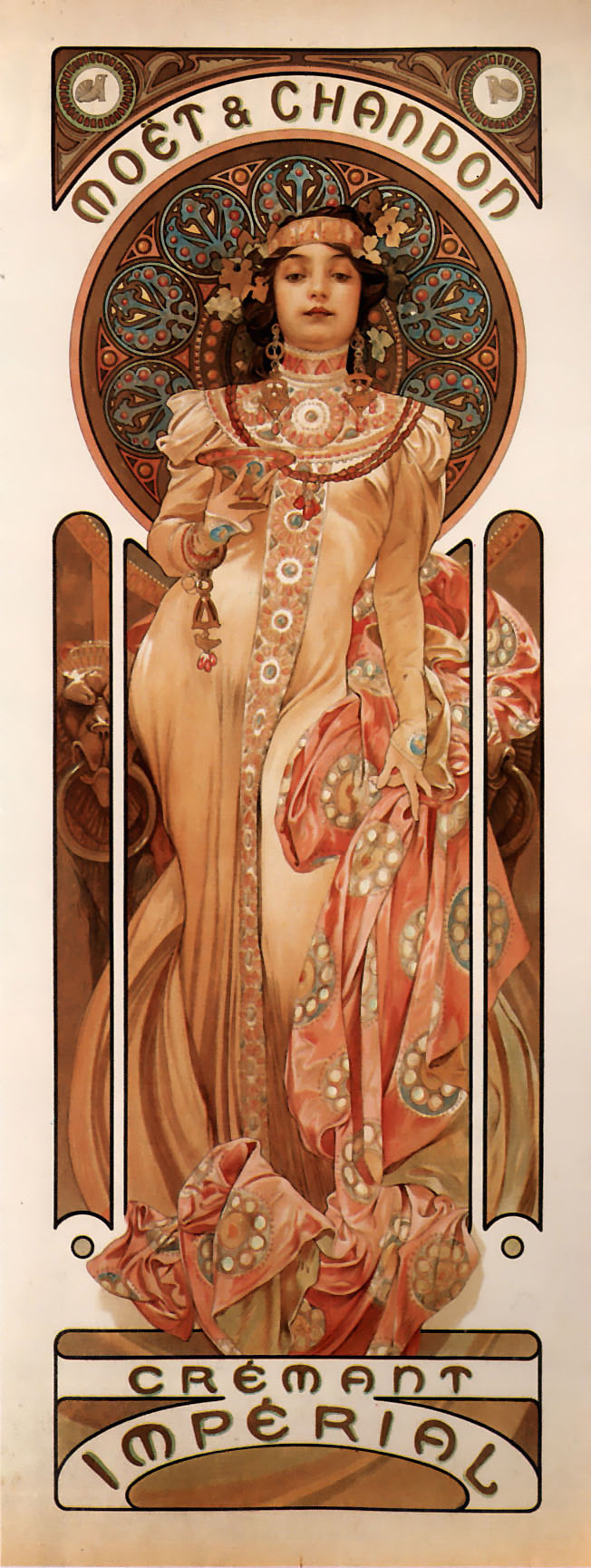
Moët & Chandon Crémant Impérial, 1899
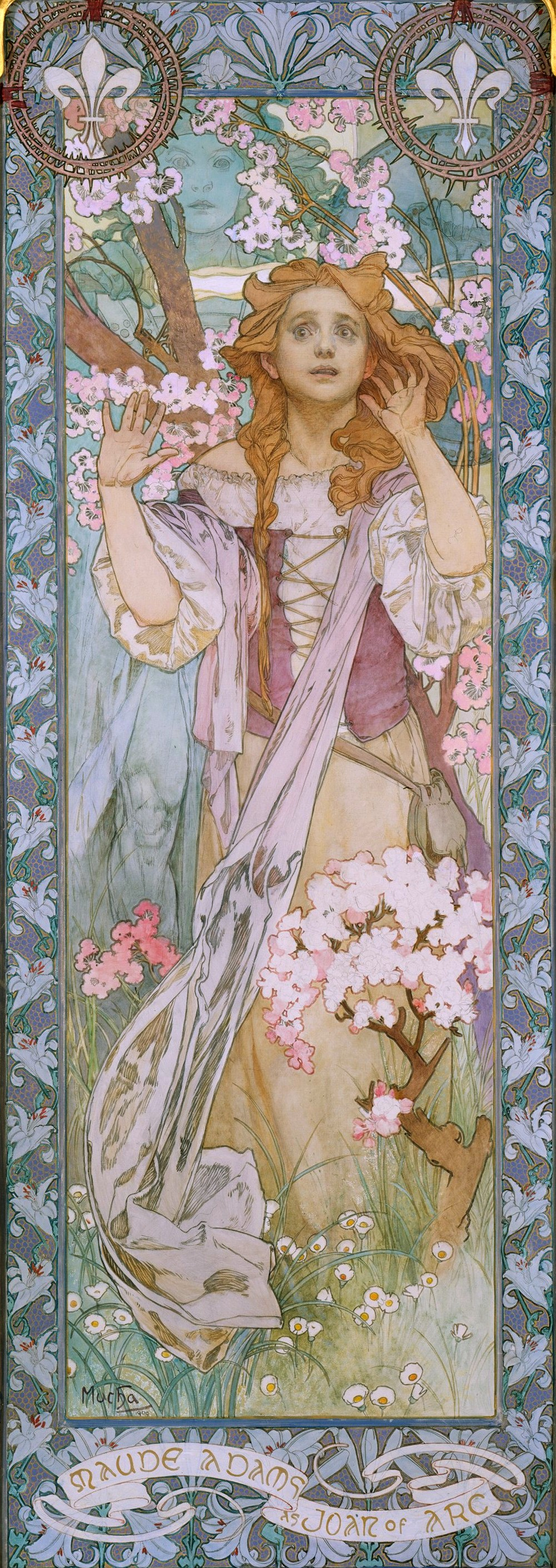
Ioana d'Arc, Maude Adams 1909

Altele
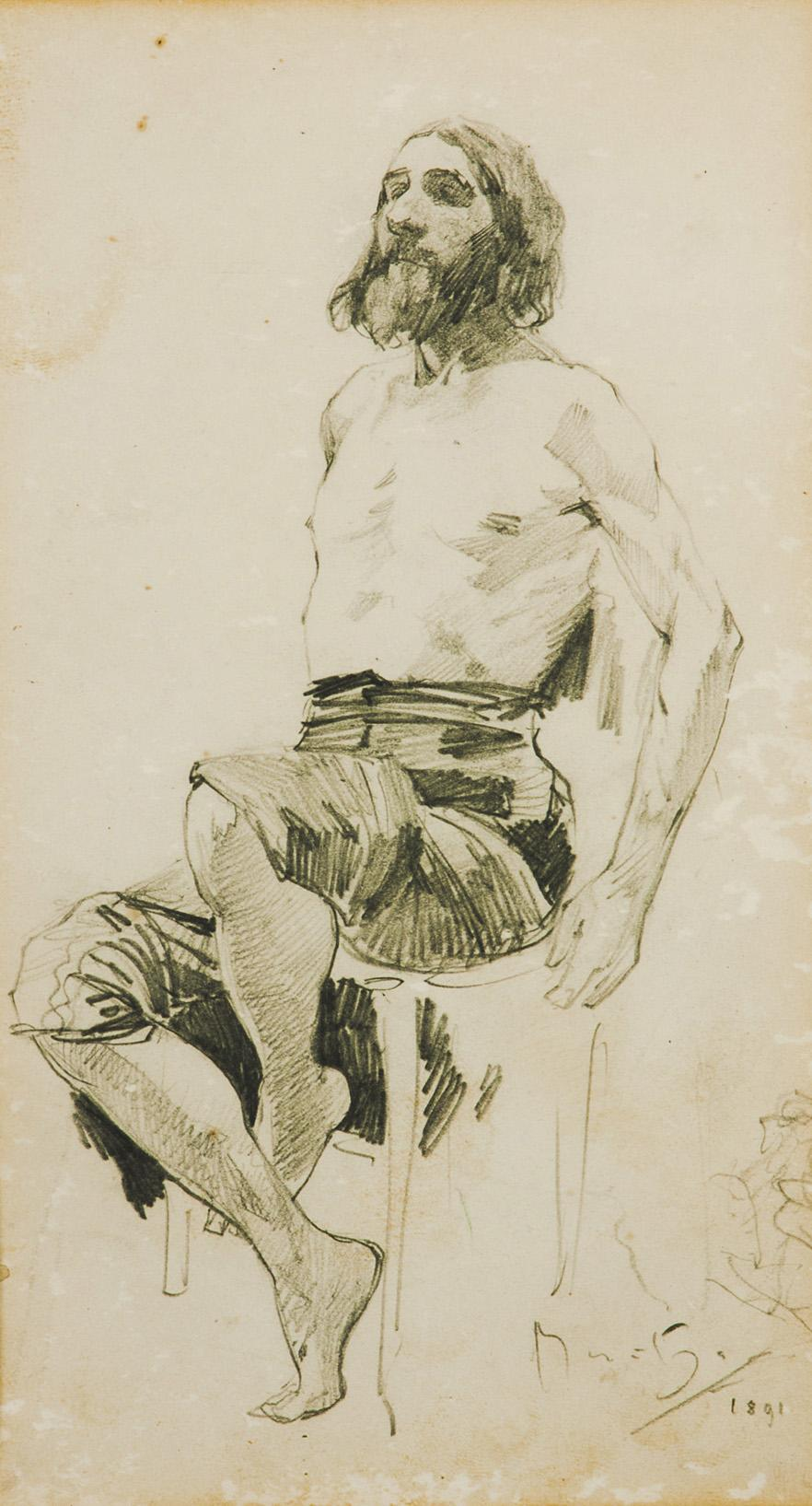
Studiu al unui om așezat, 1891
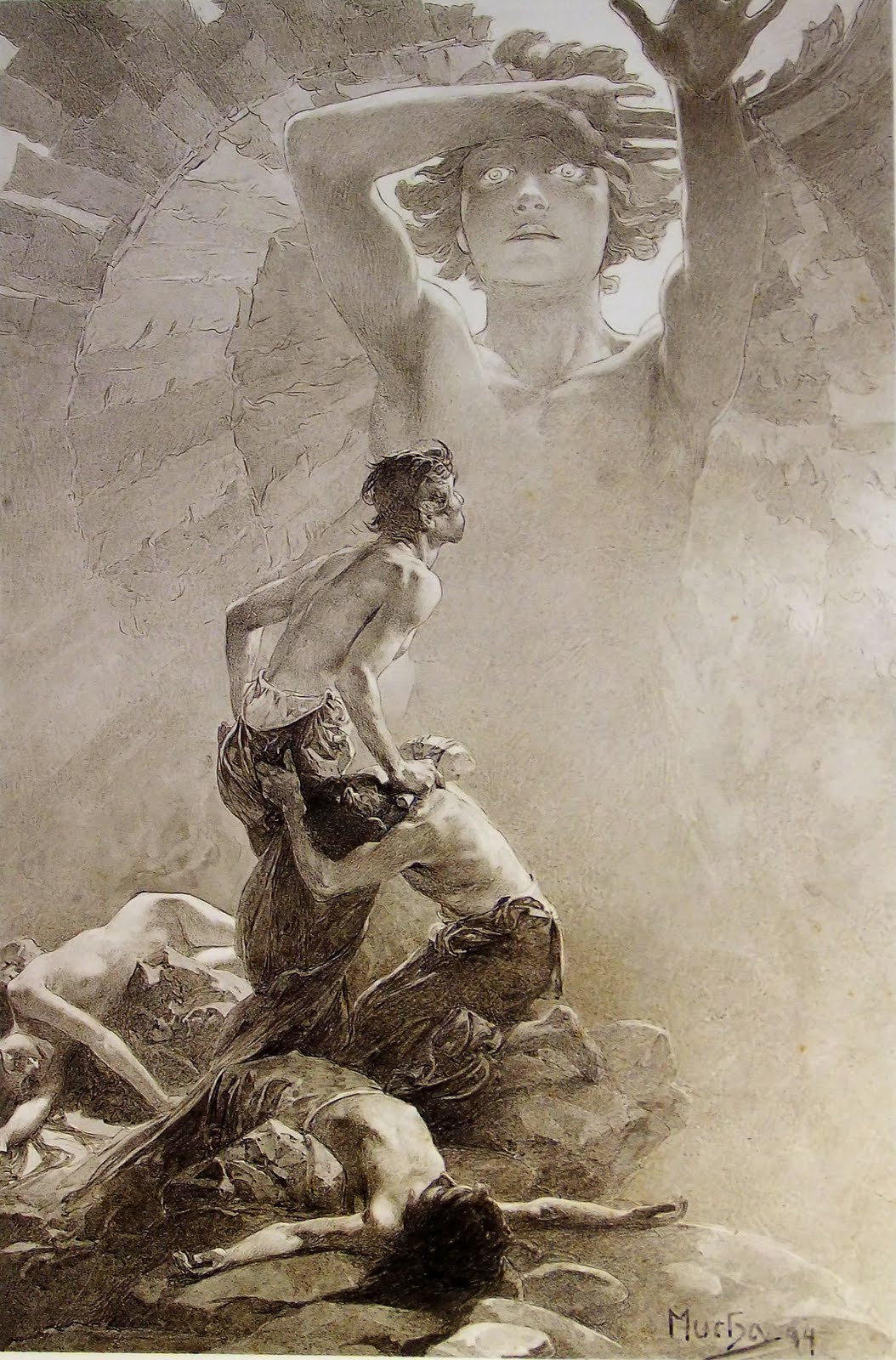
Ilustrație din Le Pater
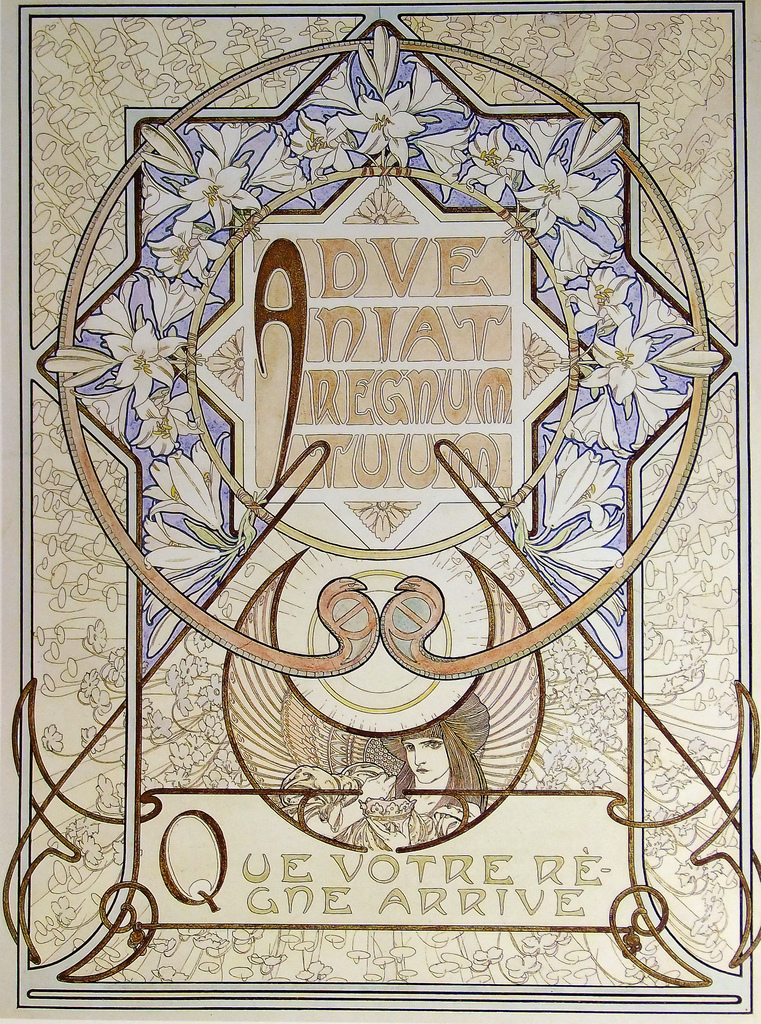
Ilustrație din Le Pater
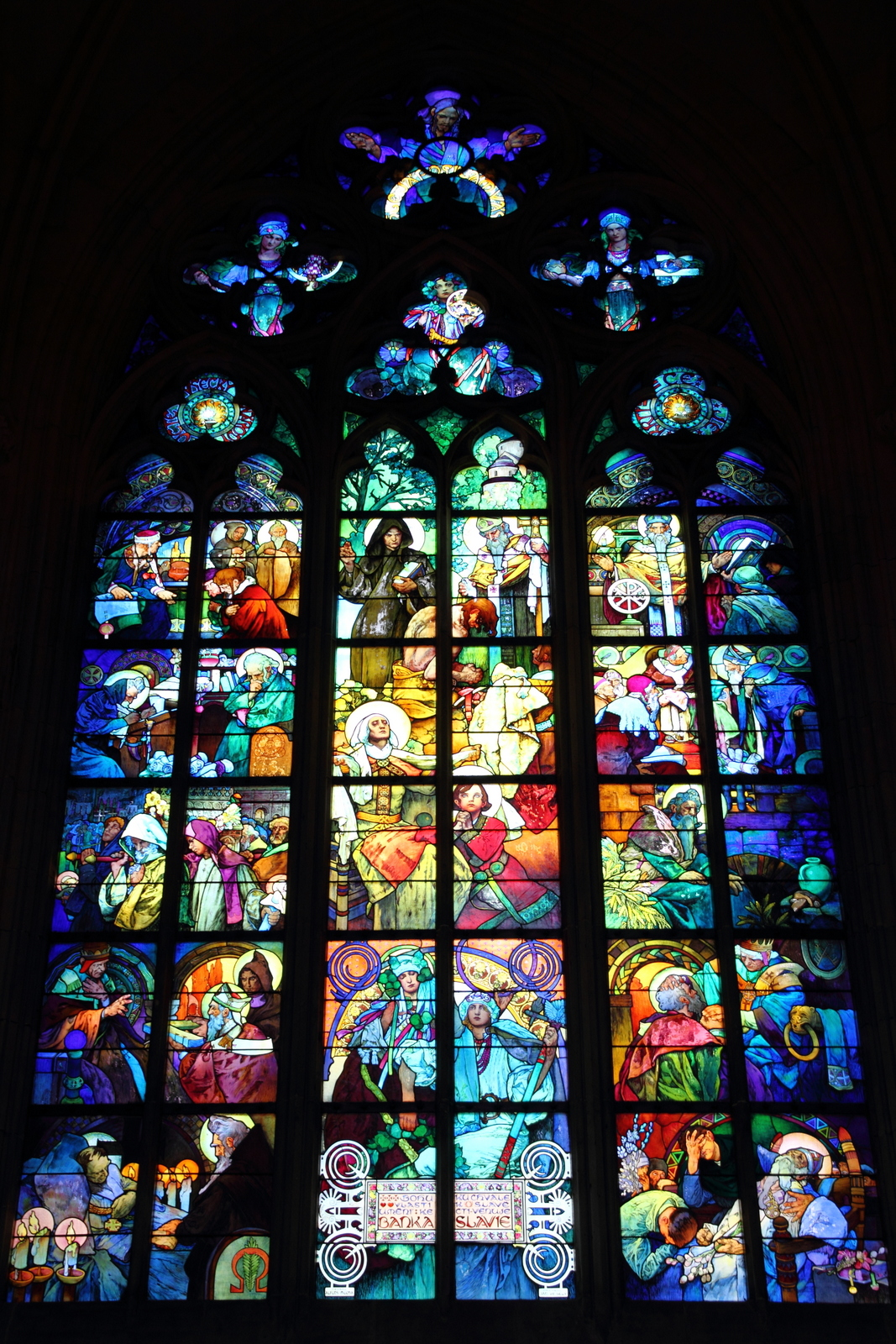
Vitraliu realizat de Mucha în Catedrala Sf. Vitus în interiorul Castelului Praga
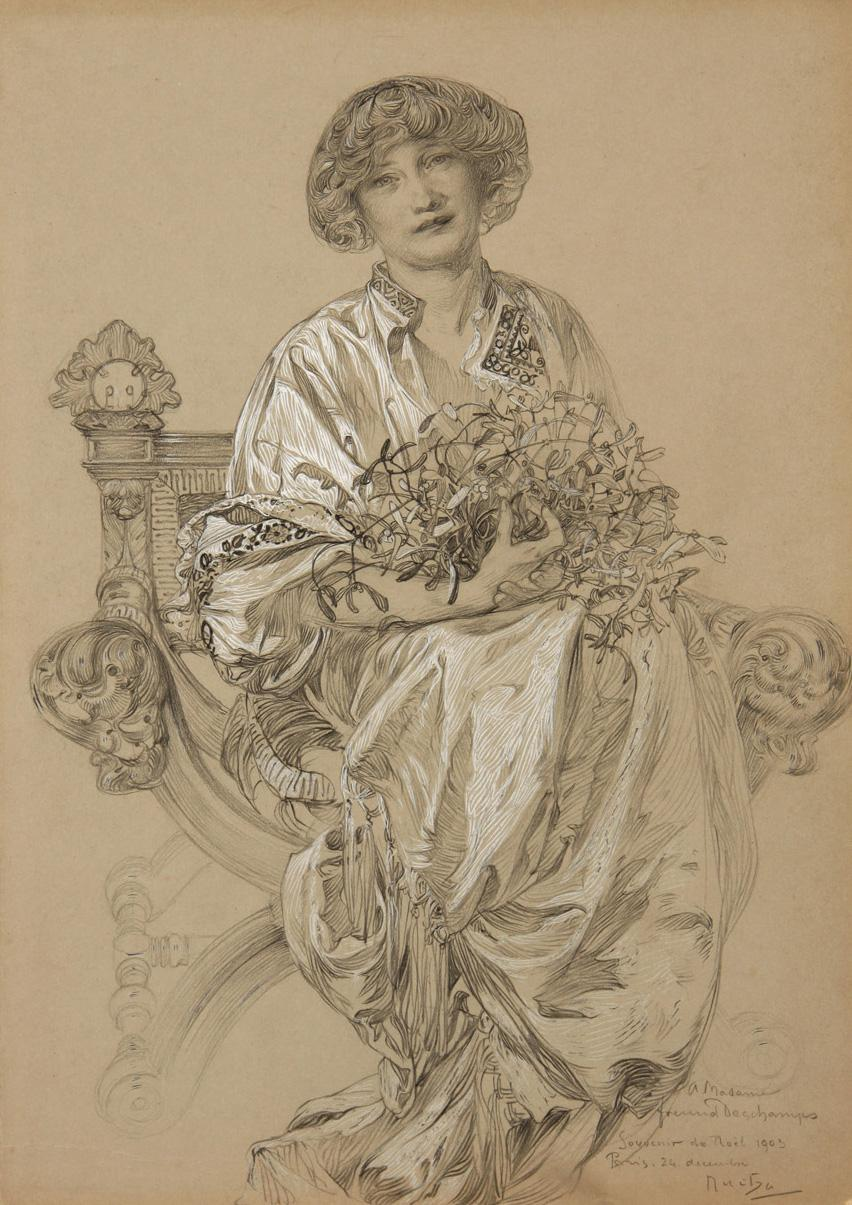
Madame Deschamps
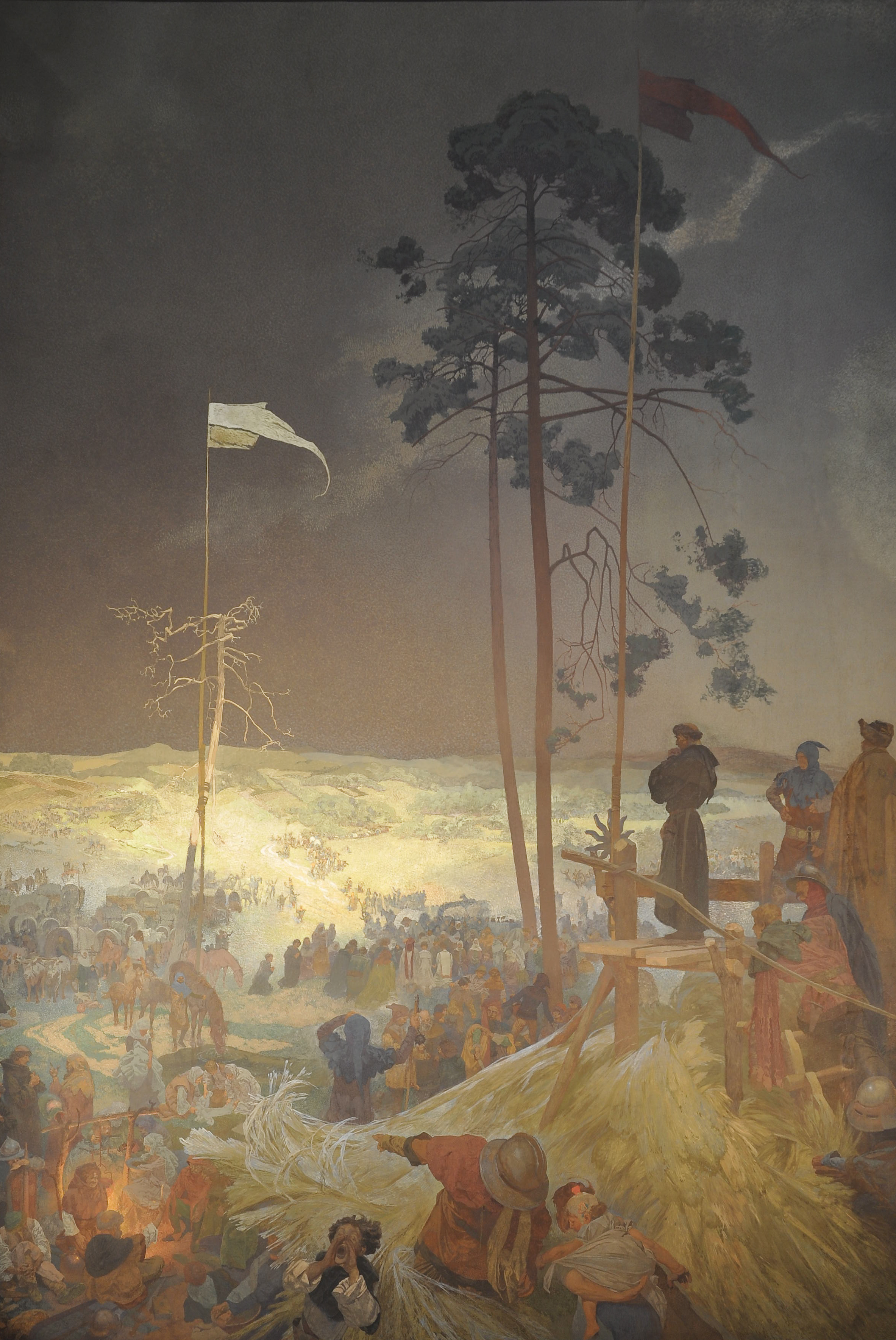
Epopeea slavă a lui Mucha
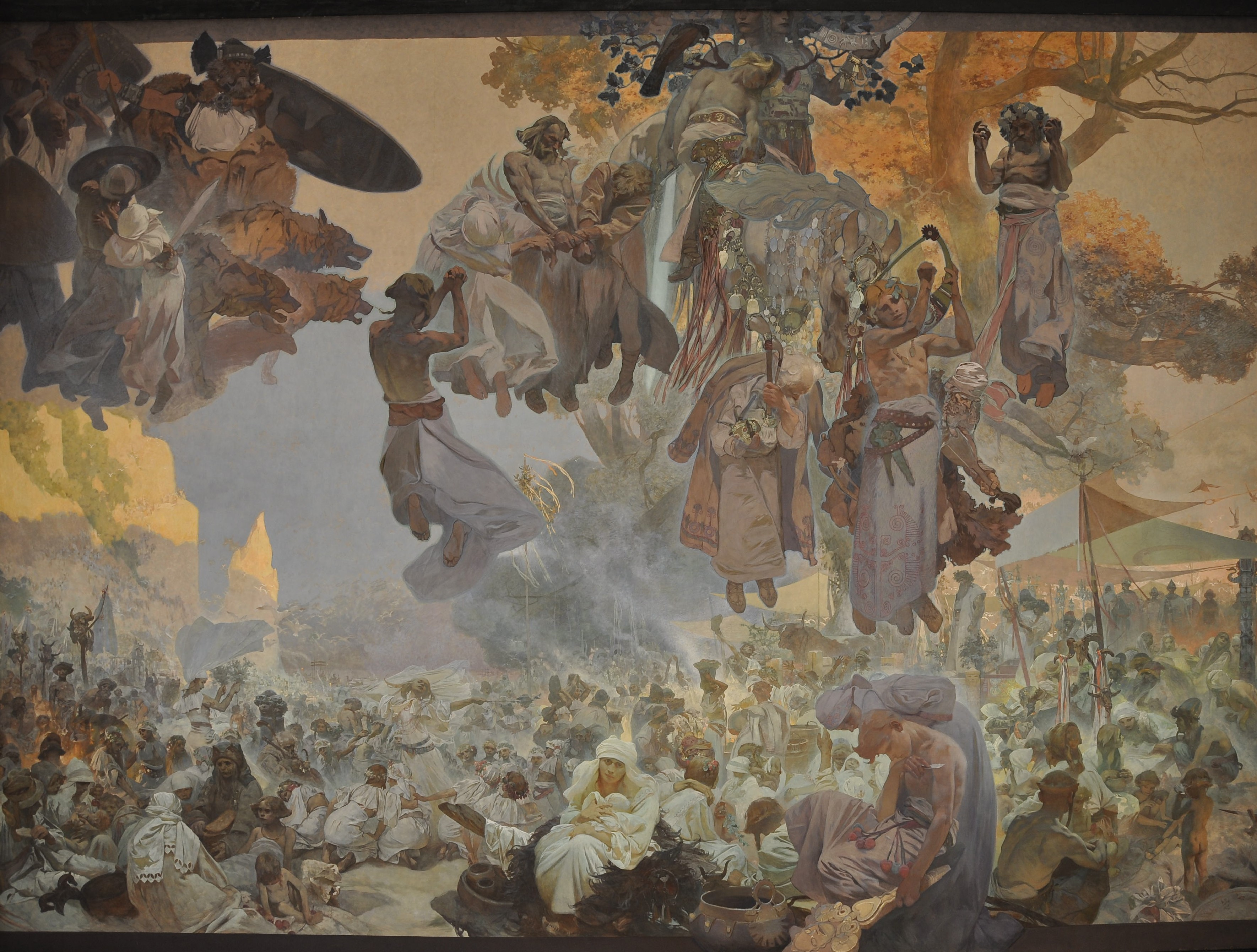
Epopeea slavă a lui Mucha
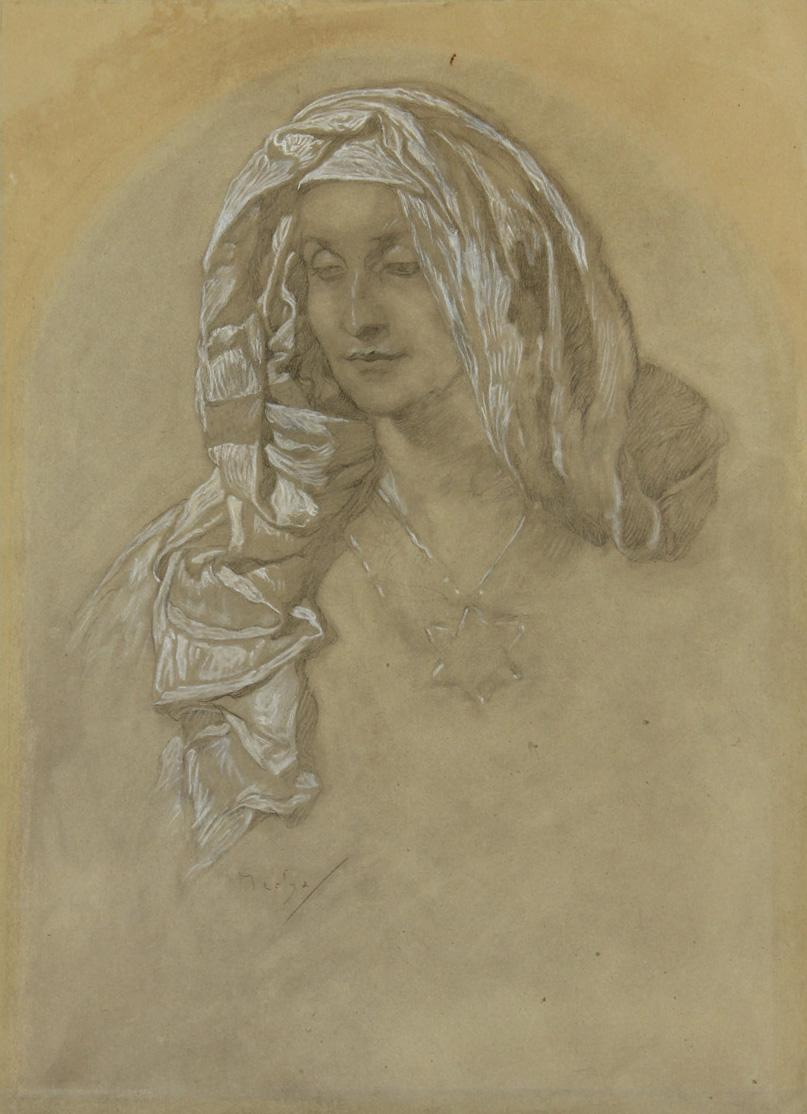
Portret de femeie